# Loren Windom

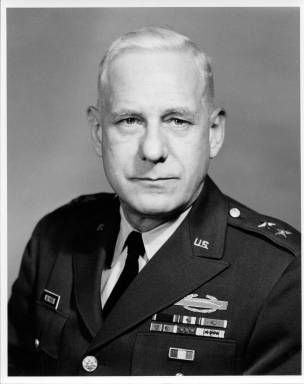
Loren Windom

Loren Gregory Windom (* 12. August 1905 in Columbus (Ohio); † 1. Februar 1988 ebenda) war ein US-amerikanischer Offizier.
Loren Windom studierte Rechtswissenschaften an der Ohio State University. Er gehörte der Nationalgarde von Ohio an und diente im Zweiten Weltkrieg auf den Philippinen, wo er mit dem Distinguished Service Cross ausgezeichnet wurde. Als Offizier erreichte er den Dienstgrad eines Generalmajors und war bis 1965 Kommandeur der 37. Infanteriedivision. Von 1959 bis 1963 war er ranghöchster Offizier der Nationalgarde von Ohio.
Als Funkamateur mit dem Rufzeichen W8GZ wurde er bekannt für die von ihm beschriebene Windom-Dipolantenne.